# Музей истоков Польского государства

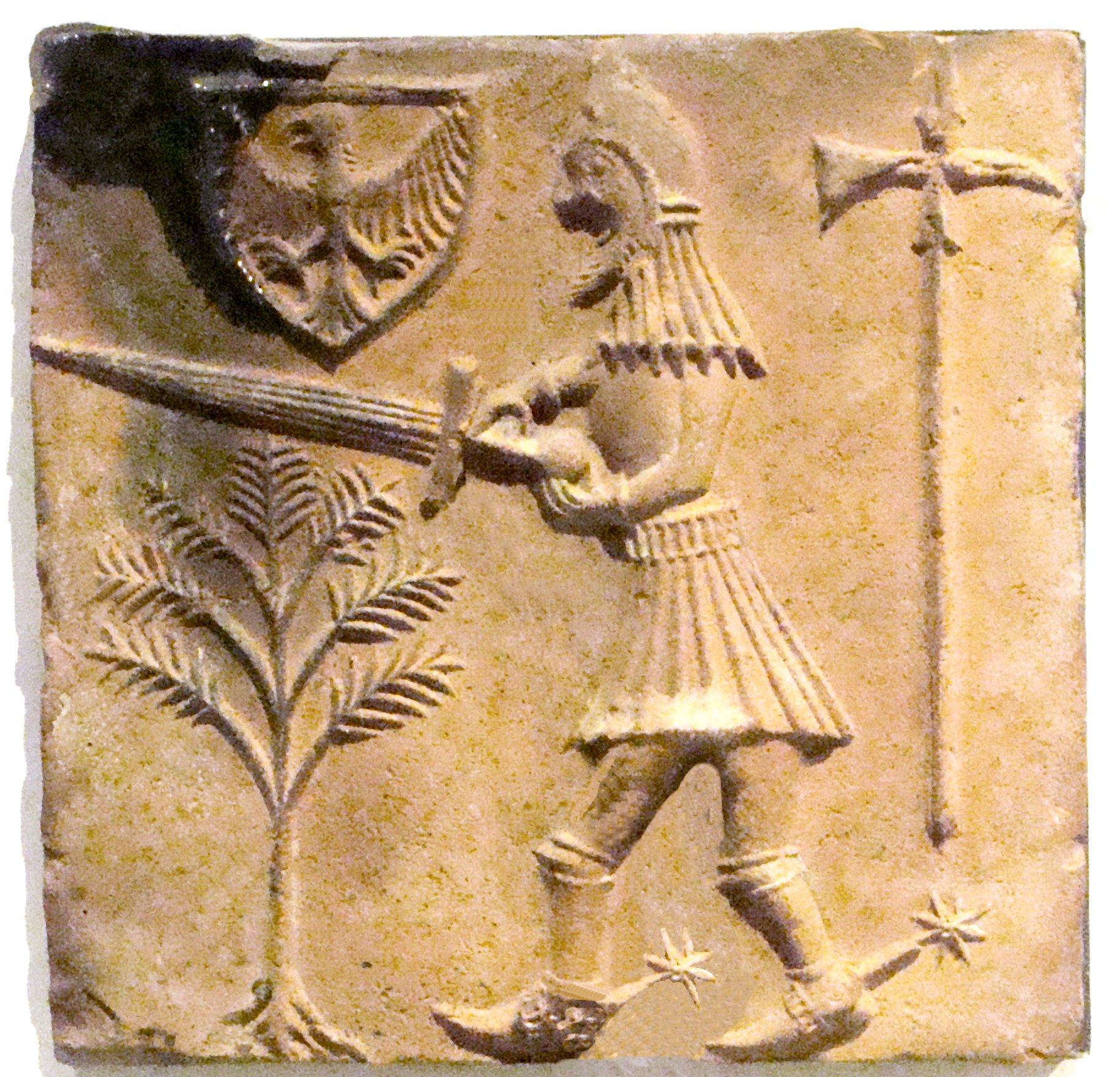
Каменный барельеф

Музей истоков Польского государства (пол. Muzeum Początków Państwa Polskiego) — музей, находящийся в городе Гнезно Великопольского воеводства, Польша. Музей занесён в Государственный реестр музеев. Находится на улице Костшевского, 1.

## История
Музей был основан в 1956 года как отдел Познанского археологического музея. В 1973 году музей стал самостоятельным учреждением. C 1978 году музей был размещён в современном здании. С марта 1983 года стал называться стал называться как «Музей истоков польского государства».

## Деятельность музея
Музей демонстрирует археологические артефакты, различные музейные материалы, связанные с историей Гнезно от раннего средневековья до современного искусства. Собрание музея насчитывает около 1.700 сохраняемых единиц.
В музее действуют постоянные выставки:
- Wielkopolska średniowieczna (Средневековая Великая Польша);
- Gniezno średniowieczne (Средневековый Гнезно);
- Gniezno nowożytne (Современный Гнезно);
- Rzeźba romańska w Polsce (Романская скульптура в Польше);
- Oręż wieków minionych (Оружие прошлых веков);
- Piastów malowane dzieje (Изобразительная история Пястов).